# Tiếng Rajasthan
Tiếng Rajasthan (Devanagari: राजस्थानी) là ngôn ngữ thuộc ngữ chi Ấn-Arya được sử dụng chủ yếu ở bang Rajasthan và các khu vực lân cận ở Haryana, Punjab, Gujarat và Madhya Pradesh, Ấn Độ. Ngoài ra còn có những người nói tiếng Rajasthan ở các tỉnh Sindh và Punjab của Pakistan. Tiếng Rajasthan có thể thông hiểu một phần với tiếng Gujarat và ngôn ngữ Hindi liên quan.

## Lịch sử
Tiếng Rajasthan có một truyền thống phong phú về văn học cổ có niên đại 1500 năm. Nhà thiên văn học và nhà toán học cổ đại Brahmagupta ở Bhinmal viết ra Brāhmasphuṭasiddhānta. Năm 779 Công nguyên, Udhyotan Suri đã viết Kuvalaya Mala một phần bằng tiếng Prakrit và một phần bằng tiếng Apabhraṃśa. Maru-Gurjar hoặc Maruwan hoặc Gujjar Bhakha (1100-1500 Công nguyên), tiền thân của tiếng Gujarat và tiếng Rajasthan, được người Gurjar nói ở Gujarat và Rajasthan.
Vào khoảng năm 1300 TCN, một dạng thức khá chuẩn của ngôn ngữ này đã xuất hiện. Mặc dù thường được gọi là Gujarat Cổ, một số học giả thường gọi tên Rajasthan Tây Cổ, dựa trên lập luận rằng tiếng Gujarat và tiếng Rajasthan không khác biệt vào thời điểm đó.

## Phân loại
Ngôn ngữ Rajasthan thuộc ngữ chi Ấn-Arya. Tuy nhiên, các phương ngữ bị tranh cãi với các phương ngữ Hindi của Khu vực Trung tâm trong cuộc điều tra dân số Ấn Độ. Các phương ngữ tiếng Rajasthan là:
- Rajasthan chuẩn: ngôn ngữ chung của người Rajasthan và được hơn 18 triệu người sử dụng (2001) trong các khu vực khác nhau của Rajasthan.[6] Tuy nhiên, cần phải lưu ý rằng một số người nói tiếng Rajasthan bị sáp nhập với người nói tiếng Hindi trong cuộc điều tra dân số.
- Marwar: phương ngữ được nói nhiều nhất với khoảng 45 đến 50 triệu người nói nằm ở vùng Marwar lịch sử của Tây Rajasthan. Điều tra dân số năm 2001 chỉ có 7,9 triệu người nói. Giống như Rajasthan chuẩn, nhiều người nói tiếng Marwar bị sáp nhập với người nói tiếng Hindi trong cuộc điều tra dân số.
- Malva: khoảng 10 triệu người nói ở vùng Malwa của Madhya Pradesh.
- Dhundhar: khoảng 8 triệu người nói ở vùng Dhundhar của Rajasthan.
- Haraut: khoảng 4 triệu người nói ở vùng Hadoti của Rajasthan.
- Mewar: khoảng 5 triệu người nói ở vùng Mewar của Rajasthan.
- Ahirwat: khoảng 3 triệu người nói ở các vùng Ahirwal, bao gồm Haryana, Delhi và Rajasthan.
- Shekhawat: khoảng 3 triệu người nói ở vùng Shekhawat của Rajasthan.
- Wagd: khoảng 2,2 triệu người nói, chủ yếu ở khu vực phía Nam bao gồm các huyện Dungarpur và Banswara còn được gọi là khu vực Wagad.
- Bagri: khoảng 1,4 triệu người nói ở mạn bắc Rajasthan và tây bắc Haryana. Ngoài ra còn được nói ở miền nam Punjab.
- Nimad: khoảng 2,2 triệu người ở vùng Nimar của Madhya Pradesh.
- Các phương ngữ khác của Rajasthan là Dhatki, Godwar, Gujar, Gurgula, Goaria và Lambadi.

## Phân bố

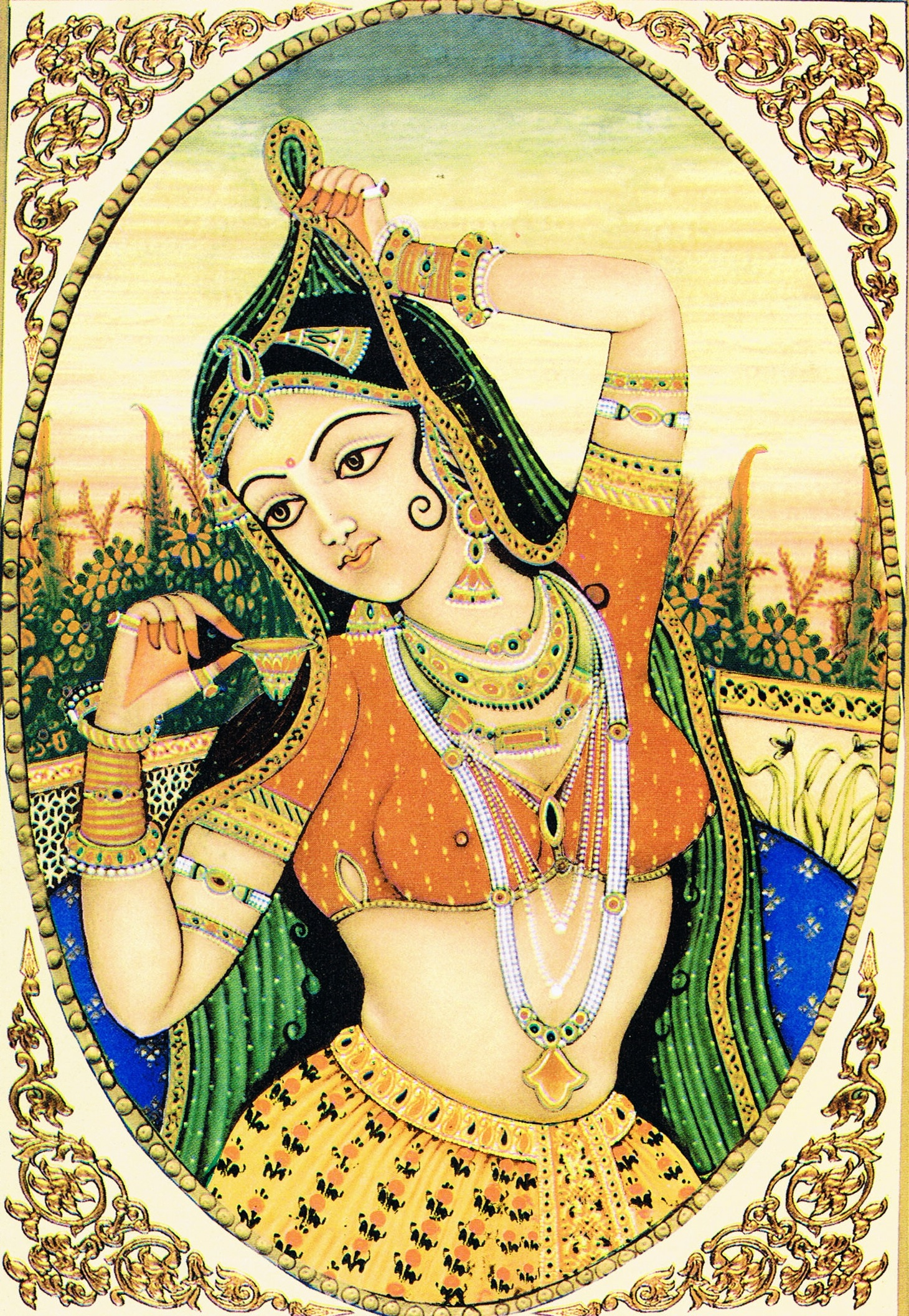
Nghệ thuật & Văn hóa Rajasthan

Hầu hết ngôn ngữ Rajasthan được sử dụng chủ yếu ở bang Rajasthan nhưng cũng được sử dụng ở Gujarat, Haryana và Punjab. Các ngôn ngữ Rajasthan cũng được sử dụng trong các khu vực của các tỉnh Bahawalpur và Multan thuộc bang Punjab và Tharparkar của Sindh của Pakistan. Nó hợp nhất với tiếng Riast và tiếng Saraik ở khu vực Bahawalpur và Multan. Nó tiếp xúc với tiếng Sindh từ Dera Rahim Yar Khan thông qua Sukkur và Ummerkot. Ngôn ngữ này phổ biến trong nhiều khu vực của Lahore, Punjab, Pakistan. Nhiều nhà ngôn ngữ học (Shackle, 1976 và Gusain, 2000) đồng ý rằng nó có chung nhiều đặc điểm âm vị học, hình thái học và các đặc điểm cú pháp với tiếng Riast và tiếng Saraik. Phân bố của ngôn ngữ có thể tìm thấy trong 'Khảo sát ngôn ngữ của Ấn Độ' của George A. Grierson.

## Tình trạng chính thức
Ngày nay, cả Học viện Chữ cái Quốc gia Ấn Độ, Sahitya Akademi và Ủy ban Tài trợ Đại học đều công nhận tiếng Rajasthan là một ngôn ngữ riêng biệt và nó được dạy trong Đại học Jai Narain Vyas và Đại học Mohanlal Sukhadia. Hội đồng Giáo dục Trung học tiểu bang xem xét tiếng Rajasthan trong quá trình nghiên cứu, và nó đã là một môn học tự chọn từ năm 1973.
Năm 2003, Hội đồng Lập pháp Rajasthan đã thông qua một nghị quyết nhất trí để công nhận tiếng Rajasthan vào Danh mục thứ tám của Hiến pháp Ấn Độ. Trong tháng 5 năm 2015, một thành viên cấp cao của nhóm Rajasthan Bhasha Manyata Samiti, cho biết tại một cuộc họp báo tại New Delhi: "Mười hai năm đã trôi qua, nhưng hoàn toàn chưa có bước tiến triển nào" 
Tất cả 25 thành viên của Nghị viện được bầu từ bang Rajasthan, cũng như Bộ trưởng của Rajasthan, Vasundhara Raje Scindia, cũng đã lên tiếng ủng hộ việc công nhận chính thức ngôn ngữ này.

## Hệ thống chữ viết
Ở Ấn Độ, tiếng Rajasthan được viết bằng chữ Devanagari, một abugida được viết từ trái sang phải. Trước đó, chữ Mahajani, hay Muriya, đã được sử dụng để viết Rajasthan. Ở Pakistan, nơi Rajasthan được coi là ngôn ngữ thứ yếu, được viết bằng một biến thể của chữ Sindhi.